# Isabel La Católica (estación)
Isabel La Católica es una de las estaciones que forman parte del Metro de la Ciudad de México, perteneciente a la Línea 1. Se ubica en el centro de la Ciudad de México, en la alcaldía Cuauhtémoc.

## Información general
La estación recibe su nombre de la calle Isabel La Católica, en la que se encuentra situada en la esquina con avenida José María Izazaga. Su isotipo es una carabela, inspirada en las que usó Cristóbal Colón en su viaje.

### Patrimonio
En el edificio del metro sobre esta estación existe el mural Encuentro con la luz realizado por Luis López Loza. Tiene una superficie de 155 metros cuadrados con diversos motivos naturales.

### Remodelación
La estación fue la primera de la red en ser intervenida como parte de una serie de remodelaciones que inició en 2012, incluyendo materiales especiales y nuevos acabados, así como reformas integrales en las áreas de torniquetes, oficinas, jefatura de estación, letreros bilingües, teléfonos públicos, taquillas; entre otras, mencionando también acceso especial para personas con discapacidad. La decisión de su renovación fue tomada a causa de la antigüedad de la misma.
La estación fue clausurada el 11 de julio de 2022 debido a los trabajos de remodelación de la Línea 1 del Metro. El proyecto contemplaba inicialmente la reapertura de la estación en febrero de 2023. Durante la remodelación se habilitaron varias rutas de autobuses de RTP para suplir la demanda de transporte.
La estación fue reabierta parcialmente el 29 de octubre de 2023, siete meses después de la fecha prevista. La reapertura sólo se realizó para descensos en el andén con dirección a Observatorio. El andén en dirección a Pantitlán se mantuvo cerrado. La reapertura también incluyó que el acceso a la estación sólo se pudiera realizar mediante la tarjeta de movilidad integrada, retirando la posibilidad de ingresar mediante boleto.
La estación finalmente fue reabierta en su totalidad el 13 de septiembre de 2024, reabriendo los andenes para ascensos y descensos en ambas direcciones, con lo cual deja de ser una terminal provisional, al reabrir el tramo Isabel La Católica-Balderas.

## Afluencia
La siguiente tabla muestra la afluencia de la estación en los últimos 10 años:
| Afluencia Anual de Pasajeros | Afluencia Anual de Pasajeros | Afluencia Anual de Pasajeros | Afluencia Anual de Pasajeros | Afluencia Anual de Pasajeros | Afluencia Anual de Pasajeros |
| ---------------------------- | ---------------------------- | ---------------------------- | ---------------------------- | ---------------------------- | ---------------------------- |
| Año                          | Afluencia                    | A Diario                     | Ranking                      | Incremento                   | Ref.                         |
| 2024                         | -                            | -                            | -                            | -                            |                              |
| 2023                         | 0                            | 0                            | X                            | -100.00%                     | [ 7 ]                        |
| 2022                         | 3,196,934                    | 8,758                        | 126°/195                     | -30.63%                      | [ 8 ]                        |
| 2021                         | 4,608,832                    | 12,626                       | 59°/195                      | +1.09%                       | [ 9 ]                        |
| 2020                         | 4,559,016                    | 12,456                       | 73°/195                      | -44.82%                      | [ 10 ]                       |
| 2019                         | 8,262,282                    | 22,636                       | 69°/195                      | -2.75%                       | [ 11 ]                       |
| 2018                         | 8,495,815                    | 23,276                       | 65°/195                      | -1.32%                       | [ 12 ]                       |
| 2017                         | 8,609,467                    | 23,587                       | 64°/195                      | -0.71%                       | [ 13 ]                       |
| 2016                         | 8,671,069                    | 23,691                       | 67°/195                      | +2.07%                       | [ 14 ]                       |
| 2015                         | 8,494,830                    | 23,273                       | 65°/195                      | -2.71%                       | [ 15 ]                       |

## Conectividad

### Accesos
- Norte: Eje 1-A Sur avenida José María Izazaga casi esquina con calle Isabel La Católica, colonia Centro.
- Sur: Eje 1-A Sur avenida José María Izazaga casi esquina con calle Isabel La Católica, colonia Centro.

## Sitios de interés
- Museo de la Charrería
- Universidad del Claustro de Sor Juana